# Дівчата (телесеріал)
«Дівчата» (англ. Girls) — американський комедійний телесеріал, прем'єра якого відбулася на кабельному каналі HBO 15 квітня 2012 — 16 квітня 2017 року. Серіал, створений Ліною Данем, яка також грає одну з головних ролей і розповідає про нью-йоркське життя чотирьох дівчат «трохи за двадцять». В основі історії — реальні життєві враження 26-річної Ліни Данем.
Ліну Данем помітили після виходу її другого фільму «Крихітні меблі», до якого вона написала сценарій і де зіграла головну роль. Фільм отримав хороші відгуки на фестивалях і кілька нагород. Після цього HBO запропонували їй написати сценарій пілотного епізоду «Дівчат».
Перший сезон був добре прийнятий телевізійними критиками, які хвалили свіжий гумор і стиль оповідання. Також критиками відзначається велика реалістичність жіночих характерів та їхніх відносин, ніж це зазвичай показують на телебаченні. На 64-й церемонії вручення прайм-тайм премії «Еммі» серіал був висунутий на здобуття нагород у п'яти номінаціях, чотири з який були на рахунку Ліни Данем: найкраща акторка, сценарист, режисер та продюсер у категорії комедійних телесеріалів.
Після рейтингового успіху першого сезону, 30 квітня 2012 року HBO продовжив серіал на другий сезон із десяти епізодів, прем'єра якого відбулася 13 січня 2013 року. Ліна Данем заявила, що хоче закінчити серіал після 6-го сезону. 5 січня 2016 HBO оголосив, що 6-й сезон (2017 рік) буде останнім.

## Список епізодів
| Сезони | Епізоди | Прем'єрний показ | Прем'єрний показ |
| Сезони | Епізоди | Початок          | Завершення       |
| ------ | ------- | ---------------- | ---------------- |
| 1      | 10      | 15 квітня 2012   | 17 червня 2012   |
| 2      | 10      | 13 січня 2013    | 17 березня 2013  |
| 3      | 12      | 12 січня 2014    | 23 березня 2014  |
| 4      | 10      | 11 січня 2015    | 22 березня 2015  |
| 5      | 10      | 21 лютого 2016   | 17 квітня 2016   |
| 6      | 10      | 12 лютого 2017   | 16 квітня 2017   |

## Актори та персонажі

### Основний склад
- Ліна Данем — Ганна Гелен Горват, письменниця.
- Еллісон Вільямс — Марні Марі Майклз, найкраща подруга Ганни, галеристка та музикантка.
- Джемайма Кірк — Джесса Йоганссон, подруга Нанни, богемна космополітка британського походження, наркоманка у зав'язці.
- Зоша Мамет — Шошанна Шапіро, студентка, наївна та сором'язлива кузина Джесси.
- Адам Драйвер — Адам Саклер, актор і столяр, алкоголік у зав'язці.
- Алекс Карповський — Рей (Реймонд) Плошанський, бойфренд кількох дівчат серіалу.
- Ендрю Реннеллс — Елайджа Кранц, колишній хлопець Ганни з коледжу, тепер — її сусід по кімнаті та ґей.
- Ебон Мосс-Бакрак — Дезі Гарперін, одногрупник Марні, колега-актор Адама
- Джейк Лейсі — Френ Паркер, колега та бойфренд Ганни.

### Другорядний склад
- Беккі Енн Бейкер / Пітер Сколарі — Лорін і Теда Горват (1-6 сезони), батьки Ганни, викладачі коледжу в Університеті штату Мічиган, живуть в Іст-Лансінгу, Мічиган.
- Крістофер Ебботт — Чарлі Даттоло (1-2, 5 сезони), колишній хлопець Марні.
- Кетрін Ган / Джеймс Легро — Кетрін і Джефф Лавойт (1 сезон), батьки двох дівчат, за якими приглядала Джесса, документалістка та безробітний, який проявляє романтичний інтерес до Джессі.
- Кріс О'Дауд — Томас-Джон (1-2 сезони), заможний венчурний капіталіст.
- Джон Глейзер — Лейрд Шлезінгер (2-6 сезон), сусід Ганни, що одужує від наркозалежності.
- Колін Квінн — Гермі (2-6 сезон), бос Рея в кав'ярні.
- Джон Кемерон Мітчелл — Девід Преслер-Гоїнгз (2-3 сезони), редактор книги Ганни, бісексуал або ґей, що користується застосунком Grindr.
- Ширі Епплбі — Наталія (2-3 сезони), колишня дівчина Адама.
- Гебі Гоффманн — Керолайн Саклер (3-6 сезони), надзвичайно проблемна сестра Адама.
- Річард Грант — Джаспер (3 сезон), друг Джессі по реабілітації.
- Ґілліан Джейкобс — Мімі-Роуз Говард (4 сезон), нова дівчина Адама.
- Ейді Браянт — Ебігейл (4-6 сезони), колишня начальниця Шошанни під час роботи в Японії.
- Корі Столл — Ділл Гаркорт (5-6 сезони), любовний інтерес Елайджі.